# Grabin (województwo opolskie)
Grabin (niem. Grüben) – wieś w Polsce położona w województwie opolskim, w powiecie opolskim, w gminie Niemodlin.
W latach 1945–54 siedziba gminy Grabin. W latach 1954–1972 wieś należała i była siedzibą władz gromady Grabin. W latach 1975–1998 miejscowość administracyjnie należała do ówczesnego województwa opolskiego.
Na terenie miejscowości wybija źródło wód głębinowych o bardzo dobrym składzie chemicznym, bogatych w mikroelementy. W miejscowości istniał klub piłkarski (Huragan Grabi) 

## Nazwa
W księdze łacińskiej Liber fundationis episcopatus Vratislaviensis (pol. Księga uposażeń biskupstwa wrocławskiego) spisanej za czasów biskupa Henryka z Wierzbna w latach 1295–1305 miejscowość wymieniona jest w zlatynizownej formie Grebyn.

## Historia
Od końca XVIII w. wieś posiadała własna pieczęć gminną, z napisem  GEMEIN | SIEGEL | GRUBEN | FALKENB: | CREIS.
W XIX wieku na obrzeżach wioski działało niewielkie uzdrowisko.

## Zabytki
Do wojewódzkiego rejestru zabytków wpisane są:
- kościół par. pw. św. Mikołaja, zbudowany w XVI wieku, Przebudowany około 1728–29 roku. Lewy z ołtarzy z XVIII wieku przedstawia sceny Ukrzyżowania, drugi jest z posągami św. Jana Nepomucena. Najciekawszym zabytkiem kościoła jest gotycka rzeźba Matki Boskiej z Dzieciątkiem z początków XV wieku
- park, z k. XVIII w.
- spichlerz dworski, z XIX w.